# Tractat de Riga (1920)
El Tractat de Riga (11 d'agost de 1920) se signa entre el Govern de Letònia i la Rússia Soviètica a Riga per posar fi a la Guerra d'independència de Letònia.
En aquest tractat, l'anterior ocupant reconeix la República de Letònia i renuncia finalment a una nova ocupació. Aquesta última clàusula que conté l'article 2 no serà respectat per Stalin que, des de 1939, estableix bases militars a Letònia.

## Signants
Letònia va estar representada per:
- Jānis Vestmanis
- Peteris Bergis
- Ansis Buševics
- Eduards Kalnins
- Karlis Pauļuks

La Rússia soviètica va estar representada per:
- Adolf Jofe
- Jakov Haniecky